# Anya Corke
Anya Sun Corke (California, 12 settembre 1990) è una scacchista e grande maestro femminile hongkonghese naturalizzata britannica, nata negli Stati Uniti. Dopo essere stata top player e campionessa nazionale di Hong Kong, è passata alla federazione scacchistica inglese.

## Biografia
Ha detenuto il titolo di campione assoluto di Hong Kong nel 2004, 2005, 2006 e 2008; è stata una tra le più giovani al mondo ad ottenere un titolo open nazionale (13 anni e 9 mesi), e probabilmente l'unica donna ad ottenere tre titoli open consecutivi. Ha vinto anche il campionato britannico Under-11 nel 2002 e il titolo Under-12 nel 2003, divenendo la prima ragazza detentrice di entrambi i titoli. Nel 2004 ha ottenuto altri due importanti successi, divenendo campionessa britannica Under-14, ex aequo con Xi Yang Guo e Dan Hall, e campionessa femminile d'Asia Under-14.
Nel 2005 ha vinto, assieme ad Alisa Melekhina e Abby Marshall, la seconda edizione del Susan Polgar National Invitational for Girls, un torneo per scacchiste Under-19 organizzato da Susan Polgár.
Nelle Olimpiadi degli scacchi del 2012 di Istanbul ha giocato nella nazionale femminile inglese, e ha partecipato al campionato europeo a squadre di scacchi del 2013, a Varsavia.
Nel 2013 si è laureata con lode al Wellesley College, conseguendo un Bachelor of Arts in russo e filosofia, e nel 2014 ha iniziato un programma di Ph.D. in lingue e letterature slave alla Yale University.